# Boogie Down Productions
Boogie Down Productions — американская хип-хоп-группа из Южного Бронкса. Основана в 1985 году, как дуэт рэпера KRS-One и диджея Scott La Rock, но позже к ним присоединился D-Nice. В 1987 году они выпустили дебютный альбом Criminal Minded, вскоре после чего Scott La Rock был убит. После смерти друга и коллеги KRS-One выпустил ещё несколько альбомов от имени группы, пригласив в неё своих друзей. В 1993 году группа прекратила своё существование, KRS-One стал выпускать альбомы под своим псевдонимом.
Boogie Down Productions называются пионерами гангста-рэпа, а Criminal Minded — одним из важнейших альбомов данного жанра. Ряд изданий, среди которых Rolling Stone и NME, поместили Criminal Minded в свои списки лучших альбомов всех времён.

## История группы
В начале 80-х молодой Лоренс Кришна Паркер, более известный как KRS-One, покинул свой дом в Бруклине и начал странствовать по улицам Южного Бронкса. Он также перестал посещать школу, обучаясь самостоятельно в публичных библиотеках. В то же время он заинтересовался хип-хопом. В возрасте 19 лет он ненадолго попал в тюрьму за продажу марихуаны. Выйдя на свободу, он оказался в приюте для бездомных. Там он познакомился с социальным работником Скоттом Стерлингом (англ. Scott Sterling). Узнав, что по ночам Стерлинг работает диджеем под псевдонимом Scott La Rock, он решил создать с ним группу. Группа была названа Boogie Down Productions, в честь одного из прозвищ Бронкса, Boogie Down Bronx. Вскоре Scott La Rock познакомился с Дерриком Джонсом (англ. Derrick Jones), более известным под псевдонимом D-Nice. Он стал третьим участником группы.
В 1986 году группа выпустила первый сингл, «Crack Attack». Вскоре они записали свой дебютный альбом, Criminal Minded. Он был выпущен 3 марта 1987 года на лейбле B-Boy Records. Альбом поднялся на 73 строчку чарта Top R&B/Hip-Hop Albums. Criminal Minded считается одним из самых влиятельных рэп-альбомов, ставшим ключевым для гангста-рэпа. Многие издания поместили альбом в свои списки лучших альбомов. Vibe поместил его в свой список 100 важнейших альбомов 20 века, назвав его «одним из столпов жанра». Rolling Stone поместил альбом на 436-е место в своём списке 500 величайших альбомов всех времён. NME также отметил Criminal Minded, поместив его на 262-е место в своём списке 500 величайших альбомов всех времён и назвав его «чертежом, по которому был создан гангста-рэп Восточного побережья».
В том же году KRS-One познакомился с рэпером Ice-T, а тот, в свою очередь, познакомил его с Бенни Мединой (англ. Benny Medina) — представителем лейбла Warner Bros. Records. Группа вела переговоры о подписании контракта с лейблом. Однако вскоре случилось непредвиденное. 27 августа 1987 года на D-Nice, угрожая пистолетом, напал парень девушки, с которой он встречался. D-Nice сообщил об этом Scott La Rock’у и тот вскоре приехал. По словам D-Nice, он не хотел разбираться с обидчиком, на что Scott La Rock сказал ему: «позволишь им один раз — они продолжат». Они взяли с собой ещё трёх человек и отправились на поиски. Нападавший не был найден, но были найдены его друзья, нескольких из которых начал избивать друг Scott La Rock’а. Scott La Rock разнял их и они направились обратно к машине. В этот момент началась стрельба. Scott La Rock спрятался в машине, но две пули прошли через обшивку и попали ему в шею и голову. Он был доставлен в госпиталь, однако уже находясь в нём он потерял сознание и через несколько часов умер не приходя в сознание. Узнав об этом, Warner Bros. Records отказались подписывать контракт с группой.
Несмотря на смерть друга и напарника, KRS-One продолжил работать от имени группы, используя D-Nice в качестве диджея. В то же время группа подписывает контракт с лейблом Jive. К группе в качестве дополнительных участников присоединяются супруга KRS-One, Рамона «Ms. Melodie» Паркер (англ. Ramona Parker), и его младший брат Кенни Паркер (англ. Kenny Parker). 31 мая 1988 года группа выпустила второй альбом, By All Means Necessary. Получив известность за свои агрессивные тексты, заложившие основы гангста-рэпа, на By All Means Necessary KRS-One сменил тематику песен, рассказывая в них о расизме, полицейском произволе, эпидемии ВИЧ и роли государства в наркоторговле. Альбом поднялся на 75-ю строчку чарта Billboard 200 и стал одним из самых успешных альбомов KRS-One. Однако яростные тексты, взывавшие к общественному сознанию, привнесли новые проблемы. На совместном концерте Boogie Down Productions и Public Enemy началась драка, в результате которой погиб один из зрителей. Хип-хоп стал объектом критики, были призывы ввести цензуру. Смерти Scott La Rock и юного фаната подтолкнули KRS-One к созданию Stop the Violence Movement (с англ. — «Движение „Останови насилие“») — коалиции рэп-музыкантов, поставивших себе целью остановить насилие в афроамериканском сообществе. В рамках данного движения KRS-One совместно с рядом других музыкантов выпустил сингл «Self-Destruction». Все полученные с него деньги пошли на благотворительность.
В июне 1989 года Boogie Down Productions выпускают третий альбом, Ghetto Music: The Blueprint of Hip Hop, на котором KRS-One развил идеи с предыдущего альбома. Альбом поднялся на 36-ю строчку Billboard 200. Вскоре после выхода альбома газета The New York Times связалась с рэпером и предложила ему написать статью о школьных программах. Увидев возможность обратиться к массам, KRS-One согласился. В статье он поддержал хип-хоп, отметив, что с его помощью можно изменить гетто, и призвал остановить «обвешанный золотыми цепями, саморазрушительный стиль жизни». После выхода статьи, Гарвардский и Йельский университеты пригласили его провести лекции. Проведя их, он отправился с лекциями по 40 городам США, в то время как на Западном побережье, с выходом альбома Straight Outta Compton группы N.W.A, набирал популярность гангста-рэп.
17 июля 1990 года группа выпускает четвёртый альбом, Edutainment. На нём KRS-One придерживался уже знакомой ему формулы, рассказывая об истории афроамериканцев, расизме и бездомности. Альбом поднялся на 32-ю строчку Billboard 200 и позже был сертифицирован RIAA как золотой. Несмотря на это, альбом продался хуже, чем вышедшие в то же время гангста-рэп-альбомы. Многие фанаты хотели, чтобы он вернулся к стилю времён Criminal Minded. Ряд рэперов также устали от его нравоучений. Так рэпер Ice Cube в композиции «Rollin' wit' the Lench Mob» с альбома AmeriKKKa’s Most Wanted заявил:

Некоторые рэперы посланы с небес, но Self Destruction не поможет оплатить счета за квартиру!
Оригинальный текст (англ.)
Some rappers are heaven sent, but Self Destruction don't pay the fuckin' rent!

12 марта 1991 года Boogie Down Productions выпустила альбом Live Hardcore Worldwide, став одной из первых хип-хоп-групп, выпустивших концертный альбом. Live Hardcore Worldwide смог подняться на 115-ю строчку Billboard 200.
25 февраля 1992 года группа выпустила свой последний альбом, Sex and Violence. Он поднялся на 42-ю позицию Billboard 200, однако продался в два раза хуже, чем Edutainment. Сам KRS-One в качестве причины плохих продаж называет негативную реакцию фанатов на инцидент, который произошёл незадолго до выхода альбома. KRS-One, узнав, что Prince Be из группы P.M. Dawn раскритиковал его, пришёл к нему на концерт и, как сообщается, ударил его и сбросил со сцены. Также рэпер утверждает, что данный альбом является тем, чего от него ждали фанаты. Через год, в 1993 году, группа прекратила своё существование, а KRS-One стал выпускать альбомы под своим псевдонимом.

## Дискография
- Criminal Minded (1987)
- By All Means Necessary (1988)
- Ghetto Music: The Blueprint of Hip Hop (1989)
- Edutainment (1990)
- Live Hardcore Worldwide (1991)
- Sex and Violence (1992)